# Mister X (film)
Mister X è un film del 1967 diretto da Piero Vivarelli.

## Produzione
Il film è basato sulla serie a fumetti Mister-X lanciata da Cesare Melloncelli e Giancarlo Tenenti nell'ottobre 1964. A differenza di altri fumetti neri dell'epoca, Mister-X aveva pochissimi contenuti violenti, e il protagonista era un ladro gentiluomo simile ad Arsenio Lupin. Nel film, il personaggio principale differisce visivamente dal design dei fumetti, dove presentava unicamente una calzamaglia rossa.
Il film è stato girato in parte a Roma, incluse delle riprese allo Stadio dei Marmi.

## Distribuzione
Mister X è stato distribuito nei cinema italiani dalla Euro International Film nel 1967. Il regista Piero Vivarelli dichiarò che la maggior parte delle scene violente erano state rimosse dalla versione italiana del film in maniera tale da ottenere un divieto per i minori di 14 anni. I documenti dei censori suggerivano che solo 47 secondi del film erano stati tagliati in Italia. Questi includevano la scena di una fiamma ossidrica che si avvicina al petto nudo di Mister-X e la sequenza di un motoscafo che si muove verso una scogliera. Il film ha incassato un totale di 112 milioni di lire a livello nazionale.
Il film è stato distribuito negli Stati Uniti col titolo Avenger X, senza alcuna connessione con il personaggio principale.